# Alfred Cuthbert
Alfred Cuthbert (Savannah, 1785. december 23. – Monticello, 1856. július 9.) az Amerikai Egyesült Államok szenátora (Georgia, 1835–1843).